# Podłużyce
Podłużyce – wieś w Polsce położona w województwie wielkopolskim, w powiecie tureckim, w gminie Brudzew.

## Historia
Słownik Geograficzny Królestwa Polskiego podaje:
| Podłużyce – wieś nad Starą Rzeką, w powiecie kolskim nad rzeką Wartą, w gminie Koźmin, parafia Dobrów, w odległości 1 wiorst od Koła. Ma 16 domów, 104 mieszkańców, 21 osad, 249 mórg obszaru. Wchodziła w skład dóbr Janiszew. Wg Jana Łaskiego wieś ta w początku XVI wieku należała do parafii Wilamów, lecz wkrótce potem przyłączxono ją do parafii Janiszewo. Według regencji powiatu konińskiego 1579 roku wieś Podłużycze w parafii Janiszewo, własność Wysockiego, miała 2 rybaki, w części Grzegorza Rusockiego 4 zagrody bez roli (Pawiński). |
W latach 1975–1998 miejscowość administracyjnie należała do województwa konińskiego.